# Буксентум
Буксентум (на старогръцки: Πυξοῦς Pyxous, Πύξις Pyxis, Pixunte/Pixous; на латински: Buxentum) е древен град в Лукания в Южна Италия. Намирал се на пролив Поликастро (Golfo di Policastro) на Тиренско море.
Днешното му име е Поликастро Бусентино , част от град Санта Марина.
Старите монети показват, че градът съществувал още през 6 век пр.н.е., преди да се основе отново през 467 пр.н.е. от колоности от Месене (днес Месина) под ръководството на Микитос. От 194 пр.н.е. Буксентум е римска колония. От 89 пр.н.е. градът е муниципиум и от времето на император Август е към 3. регион на Италия.
От 6 век Буксентум е значимо седалище на епископ.